# آندژی واپیتسکی
آندژی واپیتسکی (لهستانی: Andrzej Łapicki؛ ۱۱ نوامبر ۱۹۲۴ – ۲۱ ژوئیهٔ ۲۰۱۲) بازیگر اهل لهستان بود.
از فیلم‌ها یا برنامه‌های تلویزیونی که وی در آن نقش داشته‌است، می‌توان به قواعد بازی، گفتار پایانی نورنبرگ، چقدر دور، چقدر نزدیک، ماجراهای میخاو، طریق هستی، هر کجا که باشی، وضعیت تملک، ترانه‌های ممنوعه، همه‌چیز برای فروش، پان تادئوش، سرزمین موعود، عروسک، پیلاطس و دیگران و عروسی اشاره کرد.
وی همچنین برندهٔ جوایزی همچون گلوریا آرتیس شده‌است.